# Huxu (sockenhuvudort i Kina, Jiangxi Sheng, lat 28,18, long 116,57)
Huxu är en sockenhuvudort i Kina. Den ligger i provinsen Jiangxi, i den sydöstra delen av landet, omkring 88 kilometer sydost om provinshuvudstaden Nanchang. Antalet invånare är 16 588. Befolkningen består av 7 853 kvinnor och 8 735 män. Barn under 15 år utgör 20,0 %, vuxna 15-64 år 72 %, och äldre över 65 år 7,0 %.
Runt Huxu är det tätbefolkat, med 297 invånare per kvadratkilometer. Närmaste större samhälle är Maxu, 11,5 km väster om Huxu. I omgivningarna runt Huxu växer huvudsakligen savannskog.
Genomsnittlig årsnederbörd är 2 491 millimeter. Den regnigaste månaden är juni, med i genomsnitt 454 mm nederbörd, och den torraste är oktober, med 26 mm nederbörd.